# 사이먼 버치
사이먼 버치(Simon Birch)는 미국에서 제작된 마크 스티븐 존슨 감독의 1998년 코미디, 드라마 영화이다. 이안 마이클 스미스 등이 주연으로 출연하였고 로저 번바엄 등이 제작에 참여하였다.

## 출연

### 주연
- 이안 마이클 스미스
- 조셉 마젤로

### 조연
- 애슐리 쥬드
- 올리버 플랫
- 데이빗 스트라탄
- 다나 아이비
- 베아트리스 윈드
- 잔 훅스
- 세실리 캐롤
- 수멜라 케이
- 샘 모튼
- 짐 캐리
- 피터 맥닐
- 애디슨 벨

## 제작진
- 원작자: 존 어빙
- 공동제작: 빌리 히긴스
- 미술: 데이비드 챔프먼
- 의상: 벳시 헤이만
- 의상: 애브램 워터하우스
- 배역: 마리 게일 아츠
- 배역: 바바라 코엔